# Jodocus Kilchmeyer

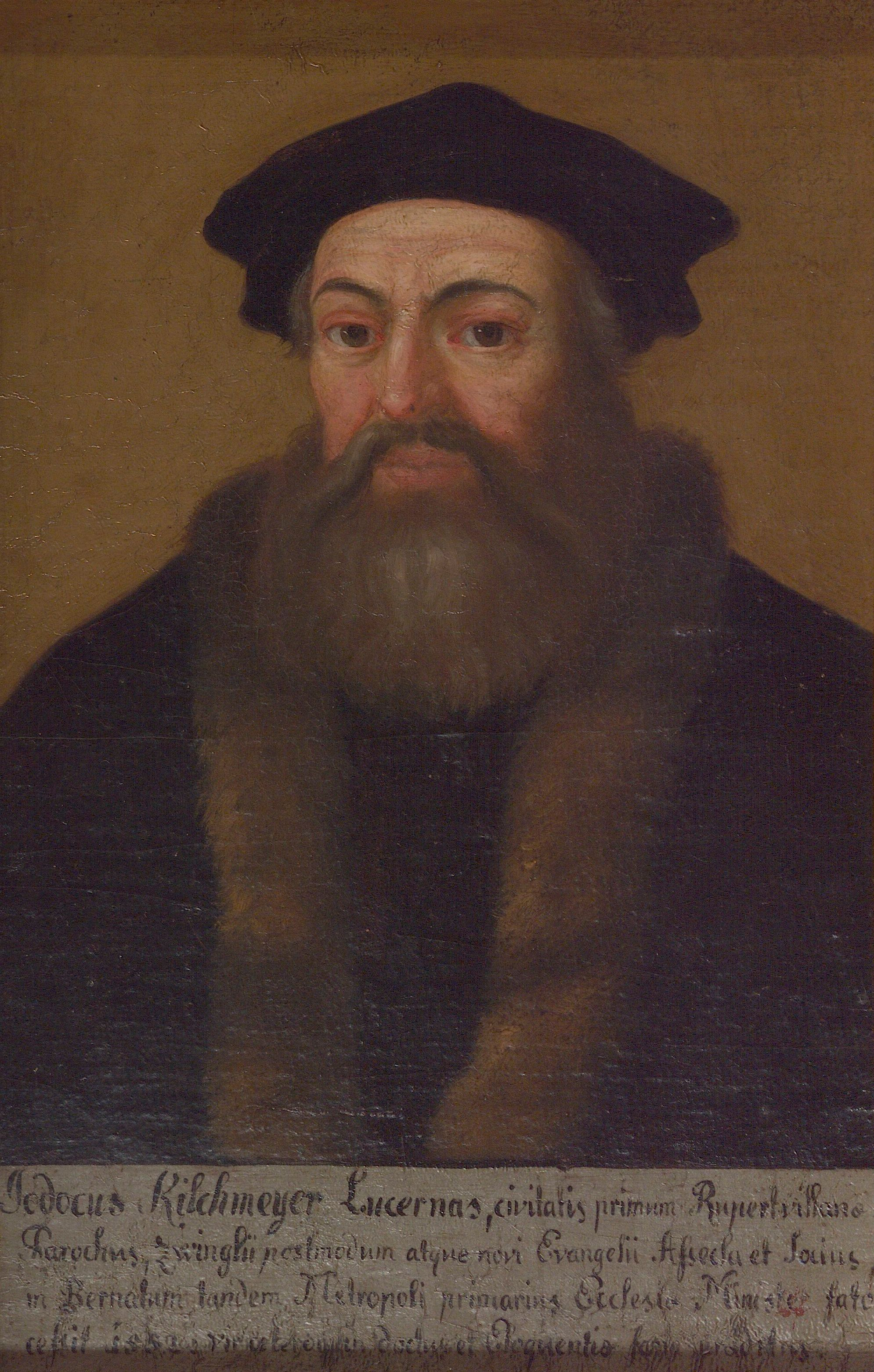
Porträt von Jodocus Kilchmeyer

Jodocus Kilchmeyer, auch Jost Kilchmeyer (* um 1490; † 1552 in Bern) war ein Schweizer Reformator.

## Leben
Jodocus Kilchmeyer entstammte einem angesehenen Luzerner Patriziergeschlecht.
Er begann 1509 ein Theologiestudium an der Universität Basel, das er 1512 in Wien fortsetzte; er war dort vermutlich ein Schüler Joachim Vadians.
Nach Beendigung seines Studiums unterschrieb er mit Huldrych Zwingli eine Bittschrift an den Bischof von Konstanz, Hugo von Hohenlandenberg, betreffend die Priesterehe, indem sie sich gegen das Zölibat aussprachen. Neben Huldrych Zwingli und Jodocus Kilchmeyer unterzeichneten die Schrift Balthasar Trachsel (1493–1562), Georg Stäheli, Werner Steiner (1492–1542), Leo Jud, Erasmus Schmid (1490–1546), Simon Stumpf, Ulrich Pfister, Pfarrer in Uster, Kaspar Megander und Hans Schmid, Kaplan in Zürich.
1524 verliess er Luzern und hielt sich einige Zeit in Zürich und Bern auf.
Er wurde 1530 Pfarrer in Mels und 1531 in Rapperswil; dort führte er Zwinglis Lehre ein und liess die Bilder aus der Kirche entfernen (siehe auch Reformatorischer Bildersturm).
Nach der Schlacht bei Kappel drohte ihm die Auslieferung an die fünf Orte, worauf er nach Zürich flüchtete und in der reformierten Kirche Küsnacht als Pfarrer eingesetzt wurde. 1546 erhielt er, als entschiedener Anhänger Huldrych Zwinglis, einen Ruf an das Berner Münster und stieg bereits 1547 zum obersten Dekan auf.
Jodocus Kilchmeyer war seit 1529 mit Magdalena (geb. Eng) heimlich verheiratet.